# 4168 Millan
4168 Millan (1979 EE) là một tiểu hành tinh vành đai chính.